# Берлінський тролейбус
Берлінський тролейбус — закрита тролейбусна система, що функціонувала в столиці Німеччини Берліні, а потім у Західному Берліні і Східному Берліні  (НДР).

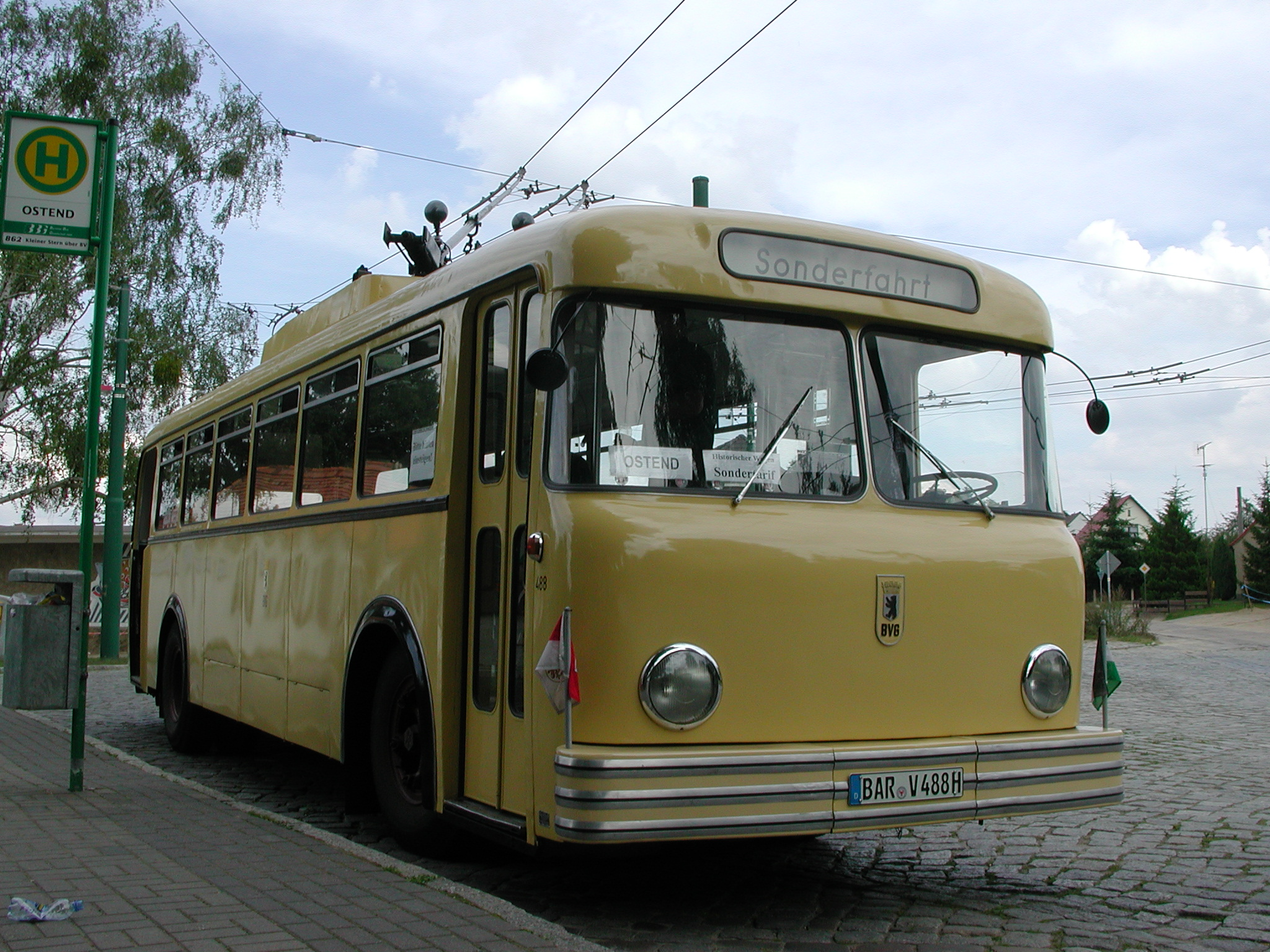
Відреставрований берлінський тролейбус № 488

Експериментальна тролейбусна лінія протяжністю 540 м (591 ярд), відкрита компанією Siemens & Halske у передмісті Берліна Галензе (Halensee), діяла з 29 квітня по 13 червня 1882.
Система також діяла 5 грудня 1904 - 4 січня 1905 р., 20 квітня 1912 - 31 липня 1914 р.
Основний період функціонування: 24 грудня 1933 - 1 лютого 1973 р.р.
- Тролейбусна система в Західному Берліні (з 1933)[de] - ліквідована в 1965 році.
- Тролейбусна система в Східному Берліні (з 1951)[de] - ліквідована в 1973 році.

У 2024 році існують реальні плани щодо відновлення тролейбусного руху в районі Шпандау.

## Див також
- Транспорт Берліна